# Grenville (Quebec)
Grenville (AFI: /ɡʁɛn.vil/) es un municipio de pueblo perteneciente a la provincia de Quebec en Canadá. Está ubicado en el municipio regional de condado (MRC) de Argenteuil en la región administrativa de Laurentides.

## Geografía

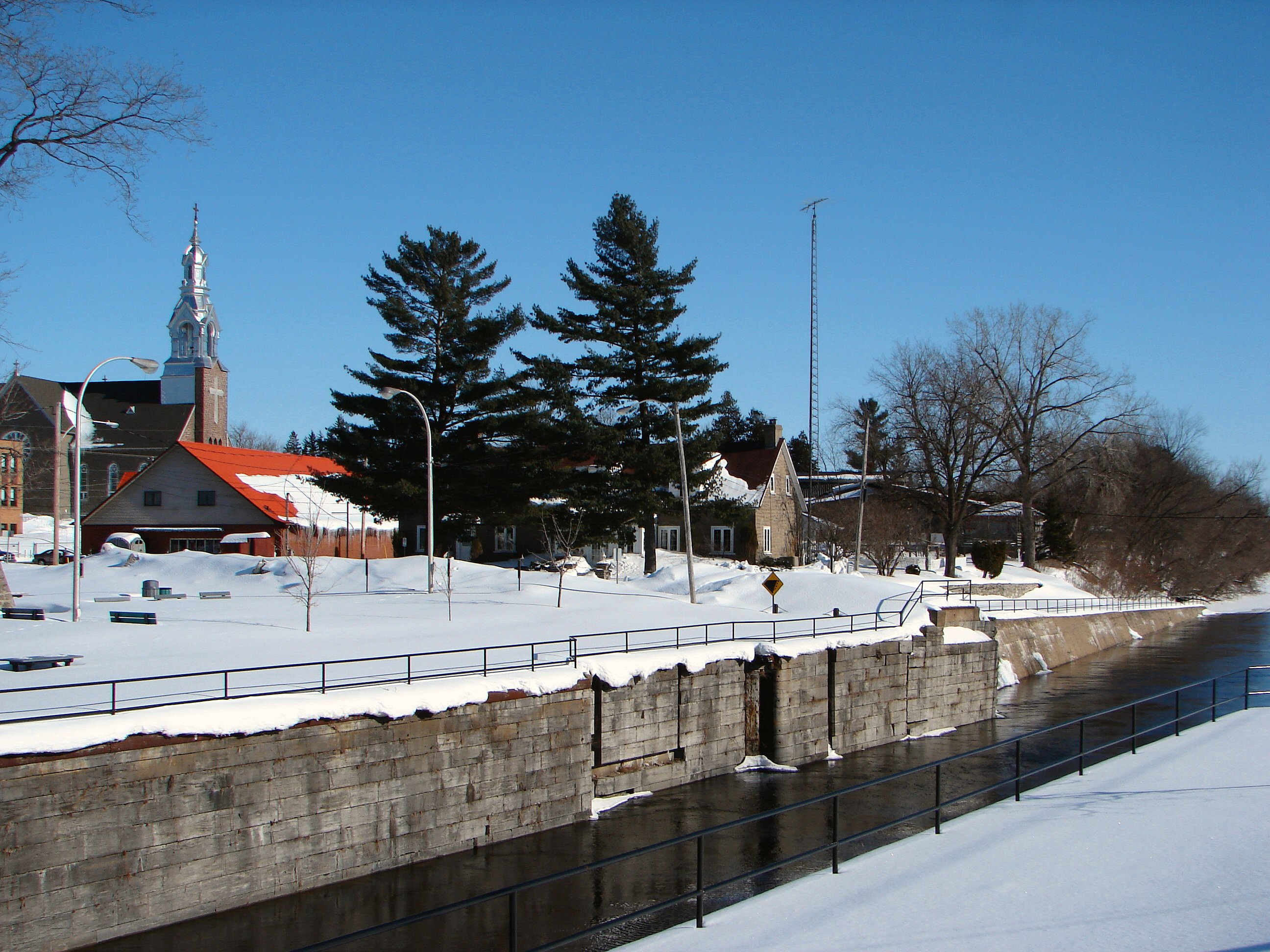
Canal de Grenville

Grenville se encuentra en la orilla norte del río Outaouais, y al oeste bordea la bahía de Grenville. Su territorio está encerrado al norte y al este por el de Grenville-sur-la-Rouge. En la margen opuesta está situada Hawkesbury en la provincia vecina de Ontario. Su superficie total es de 5,30 km², de los cuales 2,83 km² son tierra firme. Grenville está ubicado cerca los rápidos du Long Sault.

## Urbanismo
El canal de Grenville, largo de 16 km, atraviesa la localidad. El puente du Long-Sault une Grenville a Hawkesbury. La rue Maple ( QC 344 ) es una carretera nacional que une el pueblo al puente du Long-Sault al sur y a la autoroute de l'Outaouais ( A 50 ) al norte. La rue Principale ( QC 344  este) es una carretera colectora bordeando el Outaouais hacia Saint-André-d'Argenteuil al este.

## Historia
En 1660, en la batalla de Long Sault, cerca el actual Grenville, Dollard des Ormeaux y sus compañeros vencieron los iroquois y salvaron Nueva Francia. El cantón de Grenville fue creado en 1808. Los primeros habitantes, franco-canadienses y ingleses, se establecieron en 1810. El canal de Carillon fue construido en 1834. El canal, el servicio de barca hacia Montreal, el ferrocarril y el red viario permitten el desarrollo de la localidad. En 1861, la población local contaba con 900 habitantes. El municipio de pueblo de Grenville fue instituido en 1876, por separación del municipio de cantón de Grenville, actual Grenville-sur-la-Rouge.

## Política
Grenville está incluso en el MRC de Argenteuil. El consejo municipal se compone del alcalde y de seis consejeros representando seis distritos territoriales. El alcalde era Ronald Tittlit, fallecido en diciembre de 2015.
|            | 2005-2009                                                                              | 2009-2013 | 2013-2017                                                                                               |
| Alcalde    | Ronald Tittlit                                                                         | Ronald Tittlit                                                                                                 | Ronald Tittlit* 2013-2015 Vacante                                                                       |
| Consejeros | Gaêtan Carrière Jean Danis Bernard Desforges Michel Fabre Luc Grondin Pierre Thauvette | Bernard Desforges Louis André Desjardins Luc Grondin Jocelyne Louis-Quinze Jacques St-Jacques Pierre Thauvette | Bernard Desforges Louis André Desjardins Luc Grondin André Lemay Jocelyne Louis-Quinze Pierre Thauvette |

* Al inicio del termo pero no al fin.  ** Al fin del termo pero no al inicio.
El territorio de Grenville está ubicado en la circunscripción electoral de Argenteuil a nivel provincial y de Argenteuil—La Petite-Nation a nivel federal (Argenteuil—Papineau—Mirabel antes de 2015).

## Demografía
Según el censo de Canadá de 2011, Grenville contaba con 1577 habitantes. La densidad de población estaba de 560,4 hab./km². Entre 2006 y 2011 hubo una adición de 179 habitantes (3,6 %). En 2011, el número total de inmuebles particulares era de 738, de los cuales 666 estaban ocupados por residentes habituales, otros siendo en mayor parte residencias secundarias.
Evolución de la población total, 1991-2015

## Economía
La economía local comprene actividades agrícolas, industriales y comerciales.